# 比企尼の三女
比企尼の三女（ひきのあまのさんじょ、生年未詳 - 建仁2年（1202年）3月）は、平安時代末期、鎌倉時代初期の女性。比企掃部允と比企尼の三女。実名、通称ともに不明。伊東祐清室、のち平賀義信室。平賀朝雅の母。頼朝の嫡男頼家の乳母。

## 生涯
はじめ伊豆国の豪族伊東祐清に嫁ぐ。伊豆国で流人として日々を送っていた頼朝は、祐清の姉妹である伊東祐親三女（八重姫）と恋仲となって初子千鶴丸をもうける。祐親は二人の関係を許さず、子を殺害して頼朝も討とうと計った所を、比企三女を通じて頼朝と親交があった祐清が頼朝に身の危険を知らせて事なきを得た。
この事件の1年後の安元2年（1176年）10月、曾我兄弟の父で祐清の兄河津祐泰が工藤祐経の企みにより落命し、子のなかった祐清・比企三女夫妻は祐泰の死後5日目に生まれた男子を引き取った（『吾妻鏡』『曽我物語』）。
治承4年（1180年）8月、頼朝が平氏打倒の兵を挙げると、夫祐清は父祐親に従って平家方として頼朝と敵対する事となり、頼朝軍に捕らえられた。『吾妻鏡』治承4年10月19日条によると頼朝は祐清にかつて自分を助けた事による恩賞を与えようとしたが、祐清は父が頼朝の敵となっている以上その子である自分が恩賞を受ける事は出来ないとして暇を乞うて平家に味方するために上洛し、また『吾妻鏡』建久4年（1193年）6月1日条によると平家軍に加わった祐清は北陸道の合戦で討ち死にしたとしている。一方で『吾妻鏡』寿永2年（1182年）2月15日条では、祐親が自害を遂げた際、祐清が自らも頼朝に死を願い、頼朝は心ならずも祐清を誅殺したとしており、治承4年10月19日条および建久4年6月1日条とは矛盾する記述となっている。頼朝を逃したことが平家方に知れた場合の事を考えればこの時点で祐清が平家につくのは考え難い。
祐清と離縁もしくは死別した比企三女は連れ子である祐泰遺児を伴って源氏一門で頼朝の信頼深い平賀義信に再嫁した。姉（河越尼）と共に寿永元年（1182年）に誕生した頼朝の嫡男・頼家の乳母を務める。建久3年（1192年）4月2日、のちの実朝を懐妊した頼朝の妻・政子の着帯の儀式で腹帯を持参し、頼朝がこれを結んだ。
義信の養子となった連れ子である祐泰遺児は出家して律師と号し、越後国久我深山にいたが、建久4年（1193年）5月28日に兄たちが起こした曾我兄弟の仇討ちに連座して鎌倉に召し出された。梟首されるという噂を聞いた律師は、甘縄で念仏読経した後、自害した。頼朝は兄弟に同意していたか否か尋問を行うだけで、死罪にする気はなかったと大いに悔やんで嘆いたという。
建仁2年（1202年）、夫義信に先立って死去し、3月14日に2代将軍頼家と北条政子が比企三女の冥福を祈るため、永福寺で多宝塔供養を行っている。
実子の平賀朝雅は、翌建仁3年（1203年）に発生した比企能員の変において妻の父である北条時政が比企能員ら比企氏一族を滅ぼした際に義父に加勢した。しかし、比企氏滅亡から2年後の元久2年（1205年）に牧氏事件で北条時政によって新将軍候補として担がれた事により、謀反の咎を受けて京で誅殺されている。